# Дом, где жил А. А. Богомолец (Нежин)
Дом, где жил А. А. Богомолец — памятник истории местного значения в Нежине.

## История
Решением исполкома Черниговского областного совета народных депутатов трудящихся от 31.05.1971 № 286 присвоен статус памятник истории местного значения с охранным № 121 под названием Дом, где жил известный советский патофизиолог А. А. Богомолец. Установлена информационная доска.

## Описание
Дом построен в конце XIX века. Одноэтажный, деревянный, оштукатуренный, прямоугольный в плане дом.
В этом доме провёл детские годы (с перерывами) Александр Александрович Богомолец — украинский советский патофизиолог и общественный деятель. С 1886 года вместе с родителями жил в Нежине, в 1893—1894 годы учился в гимназии при Нежинском историко-филологическом институте.
В 1956 году на фасаде дома была установлена мемориальная табличка А. А. Богомольцу, в 1981 году — заменена на новую.